# Rovérsio Rodrigues de Barros
Rovérsio Rodrigues de Barros (nascut el 17 de gener de 1984 a Igarassu, Pernambuco) és un futbolista brasiler que juga actualment cedit al CA Osasuna.